# Johann Jakob Breitinger (Architekt)
Johann Jakob Breitinger (* 30. Januar 1814 in Dinhard; † 15. März 1880 in Weesen) war ein Schweizer Architekt.

## Ausbildung
Breitinger, der früh zur Waise wurde, absolvierte nach dem Schulbesuch in Zürich und Horgen ab 1830 eine Lehre im noch jungen Geschäft des Baumeisters Jakob Locher-Oeri. 1832 bis 1837 war er in Neuenburg, Paris und Berlin, inwieweit er dort formal studierte, ist nicht gesichert – in Neuenburg gab es damals keine Ausbildungsstätte, in Berlin wurde gerade das Gebäude der Bauakademie errichtet –; der Einfluss der Berliner Schinkel, Stüler, Strack und Knoblauch auf sein späteres Werk wird aber betont.

## Karriere

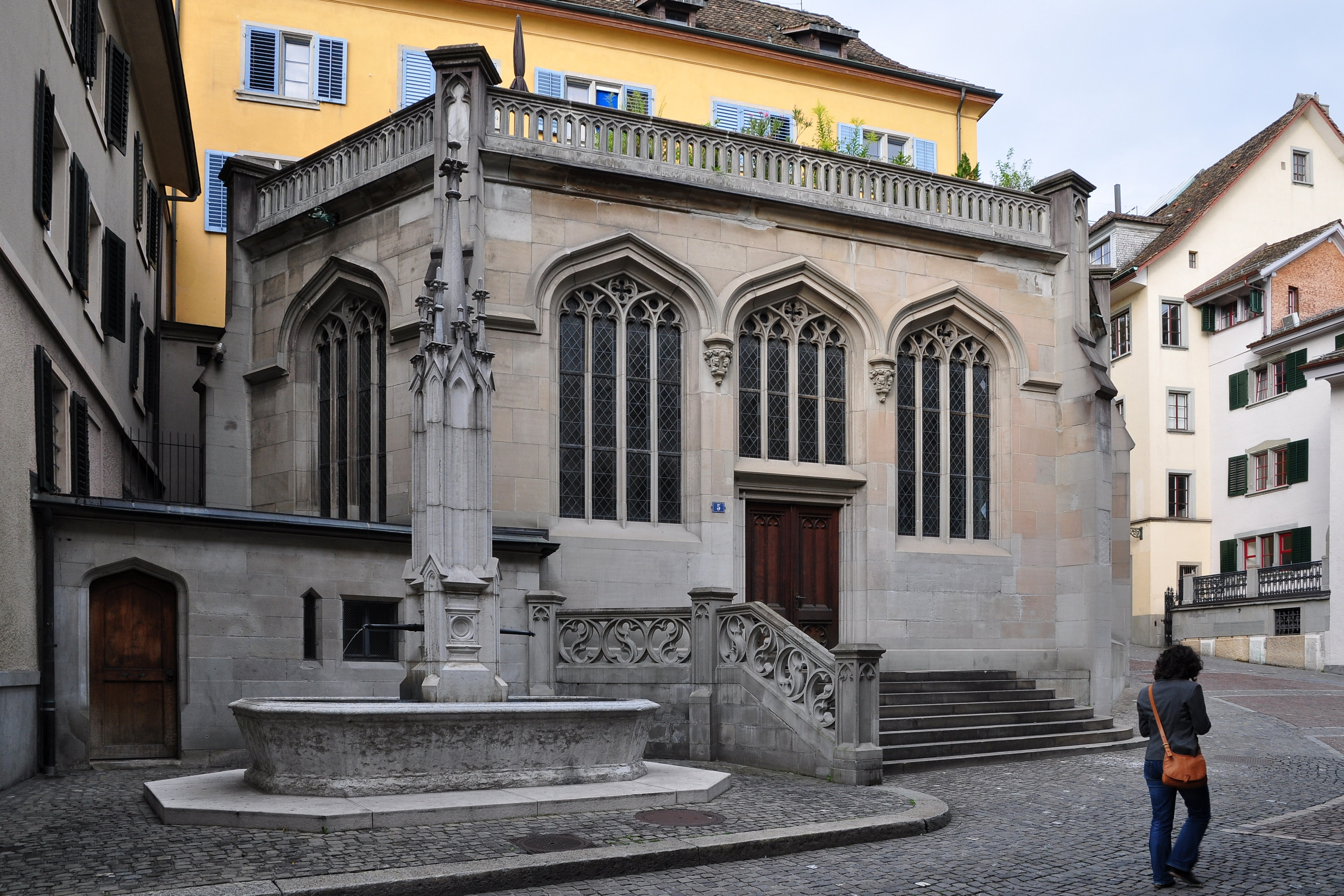
Grossmünsterkapelle, 1858 (Bild 2011)

Hotel Bernina in Samedan, 1864–1865 (Bild ca. 1918 bis 1937)

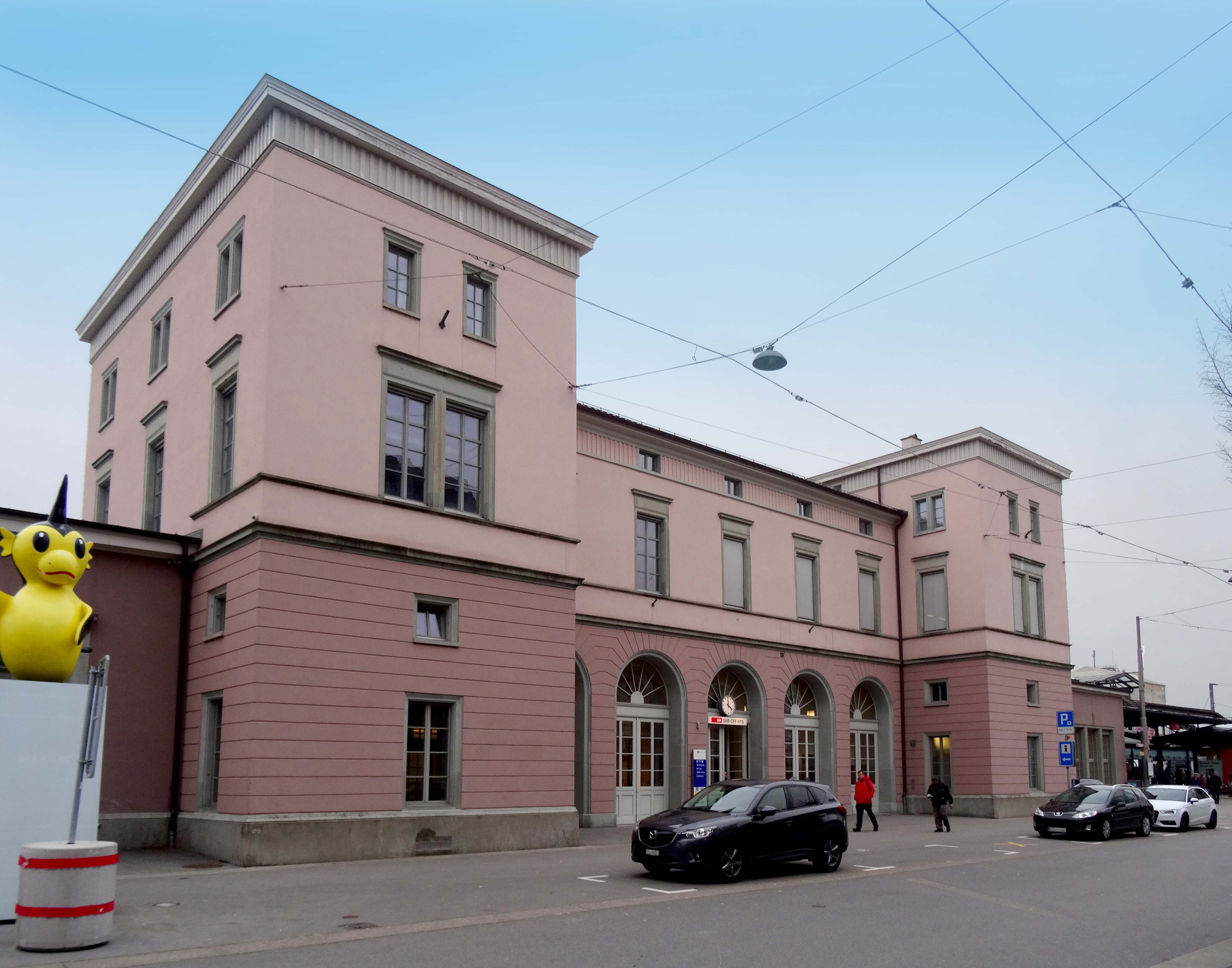
Bahnhof Romanshorn, 1853–1855 (Bild 2017)

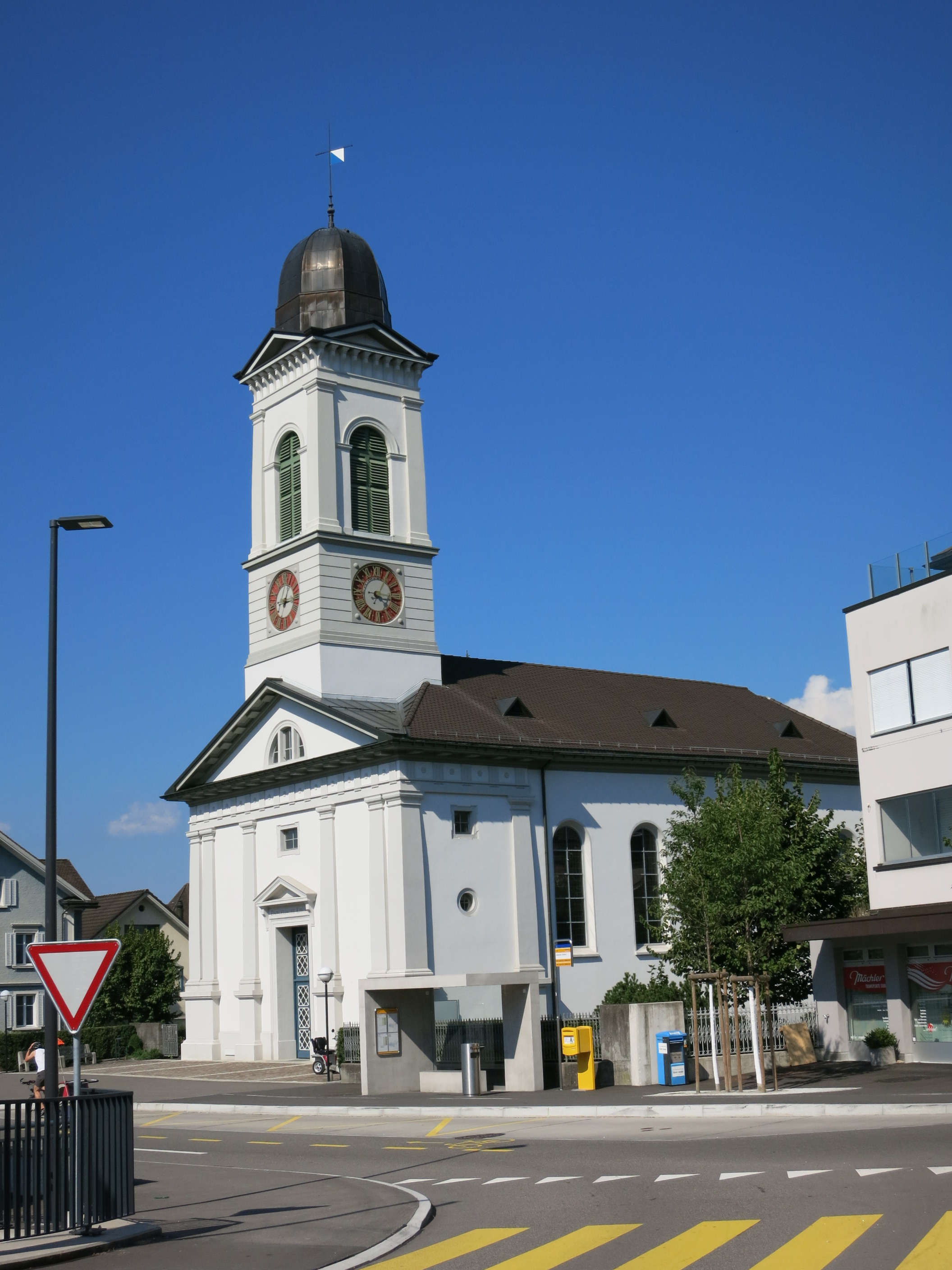
Reformierte Kirche in Siebnen, 1875–1878 (Bild 2016)

1837 liess sich Breitinger mit einem eigenen Baugeschäft in Zürich nieder, das er bis 1845 behielt. Aus dieser Zeit stammt das (bereits 1872 wieder abgerissene und durch Nachfolgerbauten ersetzte) Gasthaus auf dem Üetliberg (1838–1839), ein im Schweizer Holzstil errichtetes frühes Zeugnis des alpinen Tourismus. 1845 ging er für acht Jahre nach Tirol, um bei Innsbruck ein Bergwerk nebst Asphaltfabrik zu projektieren und zu leiten. Nach seiner Rückkehr in die Schweiz war er als Architekt und Koordinator für die Bahnhofsneubauten verschiedener Bahnlinien verantwortlich, zunächst war er nach 1853 bei der neugegründeten Schweizerischen Nordostbahn, für die er den Bahnhof Romanshorn baute. Ab 1859 (oder 1857) war er bei den konkurrierenden Vereinigten Schweizerbahnen tätig, verantwortlich für die Stationsbauten der Bahnstrecken Wetzikon–Rapperswil–Weesen–Glarus (Bahnstrecke Rapperswil–Ziegelbrücke, Bahnstrecke Weesen–Linthal), Weesen–Sargans (Bahnstrecke Ziegelbrücke–Sargans) und Rheineck–Chur (Bahnstrecke Chur–Rorschach). Hier erbaute er unter anderem die Stationsgebäude von Chur und Glarus (beide 1859).
In Zürich war Breitinger, der immer wieder auch stadtplanerische Vorschläge gemacht hatte, zum Beispiel für ein neues  Bahnhofsviertel (1855) und das Quartier im Kratz (1859), ab 1857 bis 1867 auch in baupolitischen Belangen tätig. Er war Gemeinderat und Mitglied der städtischen Baukommission, ab 1859 auch des neu gegründeten Baukollegiums. Breitinger gehört – neben Zeugheer, Wegmann und Stadler zu einer Generation Zürcher Architekten, die geschult wurde, bevor sich noch eine regelrechte Architekturausbildung in der Schweiz etablierte, die mit der Gründung des Polytechnikums und der Generation der Schüler Sempers umrissen ist. 1865 bis 1867 legt er zusammen mit diesem einen Bebauungsplanentwurf für die Entwicklung Zürichs vor.
Leider sind viele seiner Zürcher Bauten verloren. Erhalten ist hier allein die Grossmünsterkapelle im Stil der Tudorgotik, die er 1858 im Zuge einer Renovierung der Helferei plante, und der davorgelegene neugotische Brunnen von 1861, sowie möglicherweise zwei streng klassizistische Häuser in der Nordstrasse.
Nach dem verheerenden Brand von Glarus 1861 war Breitinger dort zusammen mit seinem Schüler Johann Heinrich Reutlinger (1841–1913) mit einer Reihe von Wohnhäusern am Wiederaufbau beteiligt, die erhalten sind.
1876 übersiedelte Breitinger nach Weesen, er bearbeitete von dort noch die Planungen der Kirche von Siebnen und des Bades Stachelberg in Linthal, das 1881 postum fertiggestellt wurde.

## Werke (Auswahl)
- Gasthof auf Uto Kulm, Üetliberg, Zürich, 1839 (1872 abgerissen)
- Landhaus Bühl, Winterthur, 1849–50
- Bahnhof, Romanshorn, 1853–55
- Grossmünsterkapelle, Zürich, 1858–1859
- Landhaus Bommerstein, Mols, 1860–61
- Villa Flora, Glarus, 1861–62
- Hotel Raben, Glarus, 1862
- Wohnhaus Marktgasse 2, Glarus, 1862
- Villa Stockerstr., Zürich, 1863
- Hotel Bernina, Samedan, 1864–65
- Stationsgebäude, Toggenburgerbahn, Wil-Ebnat, 1868–70
- Quaianlage, Stritzenhaus und Gemeindesaal, Weesen, um 1870
- Reformierte Kirche, Siebnen, 1875–78

## Belege
1. ↑  Hanspeter Rebsamen: Die Gaststätten auf dem Uetliberg. Uetlibergverein, abgerufen am 11. Januar 2014.
2. ↑  Hier widersprechen sich Nekrolog aus Die Eisenbahn und Architektenlexikon

| Personendaten    | Personendaten                                                                    |
| ---------------- | -------------------------------------------------------------------------------- |
| NAME             | Breitinger, Johann Jakob                                                         |
| KURZBESCHREIBUNG | Schweizer Architekt des Klassizismus, des Schweizer Holzstil und der Historismus |
| GEBURTSDATUM     | 30. Januar 1814                                                                  |
| GEBURTSORT       | Dinhard                                                                          |
| STERBEDATUM      | 15. März 1880                                                                    |
| STERBEORT        | Weesen                                                                           |